# 马克·安东尼 (歌手)
马克·安东尼（英語：Marc Anthony，1968年9月16日—)，原名，生于美国纽约州纽约市。1990年代末期主要的萨尔萨（骚沙）音乐明星之一，他的双亲是波多黎各人，据称有很强的拉丁音乐血统。1999和2000年获格莱美奖最佳男歌手。
安东尼的第一任妻子是前环球小姐达亚娜拉·托雷斯，兩人育有两个儿子，克里斯蒂安（生于2001年）、莱恩（生于2003年），2004年5月离婚。
2004年6月5日和第二任妻子珍妮弗·洛佩兹结婚，2008年2月22日生下一對龍鳳胎，女兒艾瑪首先出生，其後兒子麥斯出生。2014年离婚。

## 专辑
- 《Otra Nota》(附注)，(西班牙语)(1993年)
- 《Todo A Su Tiempo》（所有时光）,（西班牙语）(1995年)
- 《Contra La Corriente》(逆流而上)（西班牙语）(1997年)
- 《Marc Anthony》同名专辑，(英语)(1999年)
- 《Libre》(自由) (2001)
- 《Mended》 (英语）(2002)
- 《Amar Sin Mentiras》(西班牙语)(2004年)
- 《Valío La Pena》 (It Was Worth The Grief) (2004)
- 《3.0》(2013年)

## 电影
- 《Hackers》(网络骇客)(1995年)
- 《Big Night》（狂宴）(1996年)
- 《The Substitute》(魔鬼先锋)(1996年)
- 《Bringing Out The Dead》(穿梭阴阳界)(1999年)
- 《In the Time of the Butterflies》(蝴蝶情人)(2001年)
- 《Man on Fire》(火線救援)(2004年)
- 《El Cantante》(傳奇歌手)(2007年)